# Vítězný oblouk (Barcelona)
Vítězný oblouk se nachází na křižovatce mezi Passeig de Lluís Companys (bývalá Saló de Sant Joan), Passeig de Sant Joan a la Ronda de Sant Pere. Byl postaven pro světovou výstavu v roce 1888 a byl vstupem do areálu výstaviště. Plány navrhl architekt Josep Vilaseca i Casanovas. Sochařskou výzdobu vytvořili Josep Reynés, Josep Llimona, Antoni Vilanova, Torquat Tasso, Manuel Fuxà a Pere Carbonell. Oblouk je registrován jako kulturní památka lokálního významu (BCIL).
Na rozdíl od jiných triumfálních oblouků, které jsou zřetelně vojenské, barcelonský je více civilní. Někdy byl používán jako cíl pro některé masové závody jako závod Jeana Bouina nebo maraton. Pomník byl renovován v roce 1989.

## Popis
Inspirován neomudejarským stylem má oblouk rozměry 1240 × 2980 × 2770 cm a je vybaven bohatou sochařskou výzdobou, prací několika autorů: Josep Reynés vyřezal horní vlys Adhesió de les Nacions al Concurs Universal; Jose Llimona provedl na zadní straně  La Recompensa; na pravé straně vytvořil Antoni Vilanova alegorie průmyslu, zemědělství a obchodu; vlevo, Torquat Tasso, vytvořil alegorie věd a umění; Manuel Fuxà a Pere Carbonell zhotovili Fames. Autorem majolikové výzdoby je Magí Fita.